# Karol Bajer
Karol Bajer, także: Karol Bayer (ur. 28 sierpnia 1889 w Warszawie, zm. 1 lipca 1972 w Łodzi) – polski inżynier, chemik, działacz społeczny i gospodarczy.

## Życiorys
Urodził się w rodzinie Karola i Zuzanny z domu Jarkiewicz, właścicieli majątku w powiecie płońskim. Miał 4 rodzeństwa: Mieczysławę, Stanisława, Michała i Lucjana. Ukończył Szkołę Handlową Zgromadzenia Kupców w Warszawie w 1907. Następnie aresztowano go z powodu zbojkotowania przez niego uczelni warszawskich, gdzie zajęcia prowadzono w języku rosyjskim. Następnie ukończył studia na Uniwersytecie we Fryburgu oraz na Uniwersytecie w Montpellier, gdzie w 1912 uzyskał tytuł inżyniera chemika. Następnie przeniósł się do Łodzi, gdzie zatrudnił się w zakładach Karola Scheiblera jako kolorysta.
W latach 1919–1920 pracował jako nauczyciel fizyki, chemii oraz towaroznawstwa w szkołach średnich w Łodzi oraz pełnił stanowisko Naczelnika Wydziału Gospodarczego Magistratu miasta Łodzi. Od 1920 pracował jako Zastępca Naczelnika, a następnie ławnik Naczelnik Wydziału Przemysłowego Urzędu Wojewódzkiego w Łodzi. W 1929–1939 był kierownikiem Izby Przemysłowo-Handlowej w Łodzi. W latach 1929–1939 działał jako delegat Polski w komisjach traktatowych z Anglią, Niemcami i ZSRR oraz był przedstawicielem rządu w Międzynarodowej Izbie Handlowej w Paryżu, a także na Kongresie Przemysłu i Handlu w Waszyngtonie. W 1933 założył z przyjaciółmi Rotary Club Łódź – łódzki oddział Rotary International. W 1936 został współzałożycielem i członkiem Towarzystwa Przyjaciół Łodzi.
W 1939 po zajęciu Polski przez okupanta niemieckiego działał w polskim komitecie pomocy dla zatrzymanych w obozie w Radogoszczu, po czym sam został aresztowany w Łodzi przez Gestapo i przez krótki okres przebywał w areszcie. W 1940 z obawy przed ponownym pobytem w więzieniu przeniósł się do Warszawy, gdzie objął stanowisko Pełnomocnika Rządu Emigracyjnego ds. przemysłu włókienniczego. W 1944 po upadku powstania warszawskiego został aresztowany. Uciekł z transportu do obozu w Pruszkowie i udał się do swojej rodziny w Głownie. Tam został ponownie aresztowany i osadzony w więzieniu na Radogoszczu. W 1945 uciekł z transportu ewakuującego więźniów i strażników. Powrócił do wyzwolonej Łodzi, gdzie objął stanowisko dyrektora w Widzewskiej Manufakturze, a także stanowisko prezesa Izby Przemysłowo-Handlowej w Łodzi, które piastował do 1949. Od 1950 zajął się pracą naukową w Wyższej Szkoły Ekonomicznej w Łodzi, a także objął stanowisko dyrektora szkolenia ekonomicznego Polskim Towarzystwie Ekonomicznym. W 1967 przeszedł na emeryturę. Był również członkiem łódzkiego oddziału Polskiego Towarzystwa Chemicznego i Stowarzyszenia Techników w Łodzi.

### Życie prywatne
Żoną Bajera była Stefania z domu Przedpełska (1893–1986), córka inżyniera – Stefana Przedpełskiego, z którą miał córkę Zofię Myszkorowską (ur. 1920).
Zmarł w Łodzi. Został pochowany w części katolickiej Starego Cmentarza w Łodzi.

## Publikacje
- „Gdynia polskim portem bawełnianym” (Łódź 1932)[7],
- „Zarys uprzemysłowienia województwa łódzkiego ze specjalnym uwzględnieniem przemysłu włókienniczego”[1][8],
- „Surowce włókiennicza a Gdynia” (Łódź 1938)[7].

## Ordery i odznaczenia
- Krzyż Oficerski Orderu Odrodzenia Polski (10 listopada 1927)[9]
- Złoty Krzyż Zasługi (dwukrotnie: po raz drugi 21 listopada 1947[10])